# Ludovic Konya
Ludovic Konya (* 5. Juni 1939 in Siebenbürgen, Königreich Rumänien; † 21. Dezember 2014 in Graz) war ein rumänischer Opernsänger in der Stimmlage Bariton.

## Leben und Wirken
Konya studierte Gesang für die Fächer Oper, Oratorium und Lied in Bukarest. Sein Debüt als Opernsänger gab er 1966 an der Staatsoper Bukarest als Valentin in Charles Gounods Oper Faust. Bis 1971 war er Mitglied der Bukarester Staatsoper, danach wechselte er als festes Ensemblemitglied an die Ungarische Oper in Cluj.
Ab 1974 sang er am Opernhaus Graz. Er debütierte dort im Oktober 1974 als Lord Enrico Ashton Lucia di Lammermoor. Seit 1976 war er dort festes Ensemblemitglied. Konya sang im Laufe seines Engagements in Graz Partien aus dem französischen, italienischen, slawischen und deutschen Repertoire. Er übernahm hauptsächlich die großen Bariton-Rollen in den Opern von Giuseppe Verdi und Giacomo Puccini. Konya war ein Sänger, der Partien aus den unterschiedlichsten Stimmfächern interpretierte. Er sang Rollen für Kavalierbariton, Charakterbariton und Heldenbariton, bis hin zu Bassbuffo-Rollen (Spielbass, Charakterbass).
Er sang in Graz unter anderem folgende Baritonrollen: Giorgio Germont in La traviata, Marquis Posa in Don Carlos, die Titelrolle in Simone Boccanegra (Spielzeit 1982/83), Amonasro in Aida, Lescaut in Manon Lescaut (Spielzeit 1981/82), Scarpia in Tosca, Alfio in Cavalleria rusticana (Spielzeit 1984/85), die beiden Figaro-Rollen in Figaros Hochzeit (Spielzeit 1985/86) und Der Barbier von Sevilla, Masetto in Don Giovanni (Spielzeit 1986/87), Donner in Das Rheingold (1987–1990; Inszenierung: Christian Pöppelreiter), Baron Douphol in La Traviata (Spielzeit 1990/91), Sharpless in Madama Butterfly (Spielzeit 1991/92; Regie: Peter Konwitschny) und Christian (Cristiano) in Un ballo in maschera (Spielzeit 1992/93).
Im Bassbuffo-Fach sang er in Graz u. a. Kezal in Die verkaufte Braut, Dulcamara in Der Liebestrank (Premiere: Spielzeit 1981/82), Fra Melitone in Die Macht des Schicksals und den Mönch Warlaam in Boris Godunow (Spielzeit 1986/87). In der Spielzeit 1985/86 sang er außerdem die Bass-Partie des Theseus in der Grazer Erstaufführung der Oper Ein Sommernachtstraum von Benjamin Britten.
In der Spielzeit 1980/81 übernahm er die Rolle des Geigenvirtuosen Daniello in einer Inszenierung der selten aufgeführten Oper Jonny spielt auf (Premiere: Oktober 1980, Regie: Axel Corti); diese Rolle hatte er im Juni 1980 im Theater an der Wien auch bei der Vorpremiere im Rahmen der Wiener Festwochen gesungen. In der Spielzeit 1985/86 interpretierte er dann am Opernhaus Graz die Rolle des Königs Salomo in Karl Goldmarks selten gespielter Oper Die Königin von Saba. In der Spielzeit 1988/89 übernahm er an der Grazer Oper den Leutnant Zuniga in einer Neuinszenierung der Oper Carmen (Premiere: Dezember 1988) und die Partie des Lord Syndham in einer Neueinstudierung der Oper Zar und Zimmermann (Premiere: April 1989). Im Sommer 1989 interpretierte er die Partie des Komponisten/Musikers in der Oper Prima la musica e poi le parole von Antonio Salieri in einer Freilichtaufführung auf dem Grazer Schlossberg. In der Spielzeit 1991/92 sang er die Baß-Partie des Rocco in einer Neuproduktion der Oper Fidelio (Premiere: Februar 1992, Regie: Hans Hollmann). In der Spielzeit 1993/94 übernahm er die Rolle des Erbförsters Kuno in einer Neuinszenierung von Carl Maria von Webers Oper Der Freischütz (Premiere: Februar 1994). In der Spielzeit 1994/95 sang er die Bass-Partie des Biterolf in einer Neuinszenierung der Wagner-Oper Tannhäuser und der Sängerkrieg auf Wartburg (Premiere: Februar 1995). In der Spielzeit 1995/96 übernahm er am Grazer Opernhaus die Partie des Zweiten Geharnischten in der Oper Die Zauberflöte in einer Neuinszenierung von Christian Pöppelreiter. In der Spielzeit 1996/97 war er der Hausherr Benoit in einer Neuinszenierung der Oper La Bohème (Regie: Peter Konwitschny). Im Juli 1997 sang er im Rahmen der Styriarte in Graz die beiden Bariton-Rollen Hassan und Burgvogt in der konzertanten Uraufführung von Franz Schuberts letzter Oper Der Graf von Gleichen, in einer Fassung von Richard Dünser.
Zu seinem Charakterrollen gehörten u. a. Doktor in Wozzeck, Pistola in Falstaff und Don Alfonso in Così fan tutte. Mit dem Don Alfonso trat er 1989 auch bei einem Gastspiel in Singapur auf.
An der Wiener Staatsoper gastierte Konya als Tierbändiger in Lulu (November 1983) und als 1. Landsknecht in der Oper Der Rattenfänger von Friedrich Cerha (Oktober 1987).
Seine Abschiedsvorstellung an der Grazer Oper war am 19. Juni 2004 mit der Titelrolle in Gianni Schicchi. Konya lebte im Ruhestand gemeinsam mit seiner Frau in Graz und in Ungarn. Konya starb unerwartet im Alter von 75 Jahren.
Für die Schallplatte nahm Konya Lieder des rumänischen Komponisten Nicolae Bretan auf.